# Сэмюэлс, Роджер
Роджер Хоуард Сэмюэлс (англ. Roger Howard Samuels; 5 января 1961, Сан-Хосе, Калифорния — 17 января 2022, там же) — американский бейсболист, играл на позиции питчера. Выступал в Главной лиге бейсбола в 1988 и 1989 годах, провёл восемь сезонов в командах младших лиг.

## Биография
Роджер Сэмюэлс родился 5 января 1961 года в Сан-Хосе. Там же учился в старшей школе Бранем, занимался баскетболом, играл питчером в её бейсбольной команде. После окончания школы он поступил в Городской колледж Сан-Хосе. В 1980 году его задрафтовал клуб «Торонто Блю Джейс», но Сэмюэлс от подписания контракта отказался. После колледжа он учился в университете Санта-Клары, участвовал в бейсбольном турнире NCAA. В 1983 году его задрафтовали повторно, клуб «Хьюстон Астрос» сделал это в десятом раунде.
Подписав контракт, Сэмюэлс начал профессиональную карьеру в дочерних командах «Хьюстона»: «Оберн Астрос» и «Ашвилл Туристс». Первый сезон он завершил с шестью победами и шестью поражениями при показателе пропускаемости 3,84. Главной его проблемой был контроль подачи, в 49 проведённых матчах его показатель WHIP составил 1,516. Примерно на этом же уровне он находился и в последующие три сезона, которые Сэмюэлс отыграл в системе «Астрос».
В январе 1987 года его обменяли в Сан-Франциско Джайентс, и в новой команде Сэмюэлс раскрылся. В первой части сезона он играл в составе «Фресно Джайентс», приняв участие в 27 матчах с ERA 0,84. Затем его перевели на уровень AA-лиги в «Шривпорт Кэптенс», где пропускаемость по итогам 21 игры составила 1,62. В тот период он изменил механику броска, что позволило ему избавиться от большого количества ошибок при подаче. Большой вклад в это внесли тренеры Карлос Альфонсо и Марти Демеррит.
В 1988 году Сэмюэлса перевели на уровень AAA-лиги в «Финикс Файрбердз», где он провёл 30 матчей с пропускаемостью 2,63, одержал три победы и сделал восемь сейвов. В июле он был вызван в основной состав «Джайентс», где заменил травмированного Майка Лакосса. До конца регулярного чемпионата Сэмюэлс провёл на поле 23 1/3 иннинга с ERA 3,47.
Сезон 1989 года он начал в Финиксе, а в мае его обменяли в «Питтсбург Пайрэтс» на Кена Оберкфелла. Кроме него в составе новой команды было ещё три питчера-левши, поэтому большого количества игрового времени Сэмюэлс не получил. Он сыграл всего в пяти матчах, а последний выход на поле в составе Пайрэтс вошёл в историю: 8 июня команда встречалась с «Филадельфией» и набрала 10 очков в первом иннинге, но проиграла матч 11:15. Сэмюэлс вышел подавать по ходу игры при занятых базах и пропустил два хита. Через день его отправили в фарм-клуб.
В 1990 году, последнем в его карьере, Сэмюэлс выступал за «Баффало Байзонс» и «Тайдуотер Тайдс». Из бейсбола он ушёл в возрасте 30 лет. За два коротких отрезка в Главной лиге бейсбола он одержал одну победу при двух поражениях. В младших лигах он провёл восемь сезонов с пропускаемостью 3,47, выиграл 38 матчей, проиграв 39, и сделал 29 сейвов.
Закончив играть, Сэмюэлс работал тренером различных детских команд, проводил бейсбольные лагеря для подростков. Он был женат, вырастил двух сыновей. В течение нескольких лет он боролся с раком почек, от которого и скончался 17 января 2022 года в своём доме в Сан-Хосе.